# North Dakota
North Dakota (englisch [ˌnɔɹθ dəˈkʰoʊ̯ɾə] ⓘ, deutsch Norddakota) ist ein US-Bundesstaat im oberen Mittleren Westen, benannt nach den indigenen Völkern der Dakota und Sioux. Zusammen mit seinem südlichen Pendant bildet er die Dakotas-Region. Er grenzt im Norden an die kanadischen Provinzen Saskatchewan und Manitoba, im Osten an den US-Bundesstaat Minnesota, im Süden an South Dakota und im Westen an Montana.
North Dakota ist Teil der Great Plains Region, die hier im hohen Norden des Landes durch weite Prärien, Steppen, gemäßigte Savannen, Badlands und Ackerland geprägt ist. Der Missouri River durchzieht den Bundesstaat von Nordwest nach Südosten und bildet mit dem Lake Sakakawea, einem der größten Stauseen der USA, ein markantes Landschaftselement. Das Klima ist kontinental mit langen, sehr kalten Wintern und heißen Sommern, was North Dakota zu einem der Bundesstaaten mit der extremsten Witterung macht. North Dakota ist flächenmäßig der 19. größte Bundesstaat, aber mit knapp 800.000 Einwohnern der viertbevölkerungsärmste und ebenfalls auf Rang vier der am dünnsten besiedelten Staaten. Die Hauptstadt ist das im südlichen Zentrum am Missouri River gelegene Bismarck, die bevölkerungsreichste Stadt ist das im äußersten Osten gelegene Fargo (125.000 Einwohner), in der fast ein Fünftel der Bevölkerung des Bundesstaates lebt. Beide Städte gehören zu den am schnellsten wachsenden Städten der USA, obwohl die Hälfte der Einwohner North Dakotas in ländlichen Gebieten lebt. Weitere bedeutende Städte sind Grand Forks, Minot, Williston und Dickinson.
Das heutige North Dakota war über Jahrtausende hinweg von verschiedenen Indianerstämmen bewohnt, darunter die Mandan, Hidatsa und Arikaree entlang des Missouri River, die Ojibwe und Cree im Nordosten und mehrere Sioux-Gruppen (die Nakota, Dakota und Lakota) im Rest des Bundesstaates. Europäische Entdecker und Händler kamen erstmals im frühen 18. Jahrhundert hierher, hauptsächlich auf der Suche nach Pelzen. Die Vereinigten Staaten erwarben das Gebiet im frühen 19. Jahrhundert und besiedelten es nach und nach trotz wachsenden Widerstands der zunehmend verdrängten Ureinwohner. Das 1861 gegründete Dakota-Territorium wurde zu einem Zentrum für amerikanische Pioniere, wobei der Homestead Act von 1862 ein bedeutendes Bevölkerungswachstum und eine rasante Entwicklung auslöste. Der traditionelle Pelzhandel ging zugunsten der Landwirtschaft, insbesondere des Weizenanbaus, zurück. Der Dakota-Boom von 1878 bis 1886 führte dazu, dass sich riesige Farmen über die hügeligen Prärien erstreckten und das Gebiet zu einer regionalen Wirtschaftsmacht wurde. Die Eisenbahnunternehmen Northern Pacific- und Great Northern Railway konkurrierten um den Zugang zu lukrativen Getreidezentren; die Landwirte schlossen sich zu politischen und sozioökonomischen Bündnissen zusammen, die für die breitere Populistenbewegung im Mittleren Westen von zentraler Bedeutung waren. North und South Dakota wurden am 2. November 1889 als 39. und 40. Bundesstaat in die Union aufgenommen. Präsident Benjamin Harrison mischte die Staatsgründungsurkunden vor der Unterzeichnung, damit niemand sagen konnte, welcher Staat zuerst gegründet worden war; daher sind die beiden Staaten offiziell in alphabetischer Reihenfolge nummeriert. Die Staatsgründung markierte das allmähliche Ende der Pionierzeit, und um 1920 war der Staat vollständig besiedelt bzw. alle Flächen beansprucht. In den folgenden Jahrzehnten kam es zu einem Aufschwung radikaler agrarischer Bewegungen und wirtschaftlicher Genossenschaften, deren Vermächtnis unter anderem die Bank of North Dakota ist, die einzige staatliche Bank des Landes.
Seit Mitte des 20. Jahrhunderts wurden die reichen natürlichen Ressourcen North Dakotas immer wichtiger für die wirtschaftliche Entwicklung. Im 21. Jahrhundert spielt die Ölförderung aus der Bakken-Formation im Nordwesten eine wichtige Rolle für den Wohlstand des Bundesstaates und ist ein Paradebeispiel für Ölförderung durch Frackingmethoden, die eine wirtschaftliche Ausbeutung des Feldes überhaupt erst möglich machten. Diese Entwicklung hat zu einem Bevölkerungswachstum (zusammen mit hohen Geburtenraten) und einem Rückgang der Arbeitslosigkeit geführt. North Dakota schneidet trotz der Abgeschiedenheit in Bereichen wie Infrastruktur, Lebensqualität, wirtschaftliche Chancen und öffentliche Sicherheit recht gut ab. Während South Dakota touristisch attraktiver ist, ist North Dakota also das wirtschaftliche Zugpferd der Dakotas-Region. Nennenswerte Unternehmen mit Sitz im Bundesstaat sind u. a. die Bobcat Company (Mehrzweckfahrzeughersteller), die größte Getreidemühle der USA MLP North Dakota Mill and Elevator in Grand Forks, oder der Stahlbauer True North Steel in Fargo. Lange Zeit der wichtigste Pionier und größte Ölproduzent in der Bakken-Formation ist die Firma Continental Resources. Das US-Militär betreibt in der Nähe von Minot die Minot Air Force Base, eine von noch zwei verbliebenen B-52-Heimatbasen sowie Stationierungsort von nuklearen Interkontinentalraketen.
Neben dem ländlichen Charakter wird North Dakota in kultureller Hinsicht vor allem durch den hohen Anteil deutsch- und skandinavischstämmiger Einwohner und durch die Nähe zu Kanada geprägt. Auch die Native-American Kultur wird bis heute gepflegt. Typisch für den Bundesstaat sind auch Outdoor-Aktivitäten wie Jagen, Angeln, Snowmobilfahren oder Rodeo. Während es keine großen Sportteams aus den US-Profiligen gibt, haben die beiden großen Universitäten North Dakota State University und University of North Dakota erfolgreiche College-Football- bzw. College-Eishockeyteams.
Es wird angenommen, dass sich in der Ortschaft Rugby der geografische Mittelpunkt Nordamerikas befindet, und hier steht auch der KVLY-TV-Mast, der einst das höchste künstliche Bauwerk der westlichen Hemisphäre war.

## Geographie

### Geographische Lage
Im Westen befinden sich die hügeligen Great Plains und die Badlands. In dieser Gegend liegen der White Butte, die höchste Erhebung des Staates, und der Theodore-Roosevelt-Nationalpark. Der Missouri River fließt durch den Westen von North Dakota und bildet den Lake Sakakawea, den mit dem Garrison Dam drittgrößten von Menschenhand angelegten See in den USA.
In Zentraldakota liegen die Drift Prairie und das Missouri-Plateau. Seen, Flusstäler und sanft geschwungene Hügel prägen die Region. In der Drift Prairie befinden sich nahe der kanadischen Grenze die Turtle Mountains. Das geographische Zentrum Nordamerikas ist in der Nähe der Stadt Rugby.
Im Osten befindet sich das flache Red River Valley, das der geschwungene Red River of the North bildet. Wie die anderen Flüsse in diesem Teil des Staates fließt auch der Red River in Richtung Norden. Der Fluss speiste am Ende der letzten Eiszeit neben anderen den Agassizsee. Heute ist das Land um den Fluss sehr fruchtbar, was zu der Ansiedlung vieler Farmen und kleiner Städte geführt hat. Im Osten befindet sich auch der Devil’s Lake, der größte Natursee des Staates.
Der White Butte ist mit 1.069 Metern der höchste Punkt von North Dakota. Er ist eine markante Erhebung in den Badlands des Slope County, im SW des Bundesstaates – ungefähr 11 km nordwestlich des Ortes Amidon. Der Gipfel liegt im Little Missouri National Grassland auf Privatgelände.
Der zweithöchste Gipfel von North Dakota ist der Sentinel Butte mit 1.045 m nahe der Grenze zu Montana im Golden Valley County, dem der gleichnamige Ort 5 km im Norden seinen Namen verdankt. Die Bezeichnung des Berges geht auf die Tötung zweier Arikaree-Wachposten zurück, die 1864 angeblich in der Nähe von den Sioux überfallen wurden.

### Nachbarstaaten
North Dakota grenzt im Norden an die kanadischen Provinzen Saskatchewan und Manitoba, im Westen an Montana, im Süden an South Dakota und im Osten, gegenüber dem Red River of the North und dem Bois de Sioux River, an Minnesota.

### Geologie
Im Westen liegen einige Naturressourcen wie Erdöl und Braunkohle.

### Klima
Das Klima in North Dakota ist ein typisches Beispiel für ein Kontinentalklima; der Staat befindet sich weit entfernt von großen Wasserflächen, die das Klima mäßigen könnten. Deshalb reicht die Spanne von drückend heißen und trockenen Sommern bis hin zu bitterkalten Wintern. Warme Luftmassen aus dem Golf von Mexiko und kalte Luftmassen aus den Polargebieten sorgen oftmals für starke Winde.
Im Sommer führt das Zusammentreffen von arktischen und tropischen Systemen an jährlich 20 bis 40 Tagen zu teils heftigen Gewittern. Tornados sind nicht selten und treten meistens im südöstlichen Viertel des Staates auf. Im Winter tendiert das Wetter zu stabileren Verhältnissen: Kalt und trocken, mit gelegentlichem Schneefall. Trotzdem kann der konstante Wind zu jeder Zeit im Winter Schneestürme hervorrufen. Schwere Schneestürme treten im späten Winter und zeitigen Frühjahr auf.
Im Frühjahr ist Hochwasser im sehr flachen Red River Valley weit verbreitet. 1997 setzte ein schweres Hochwasser im östlichen North Dakota weite Teile des Red River Valleys unter Wasser und verursachte in der Stadt Grand Forks große Schäden.

## Bevölkerung

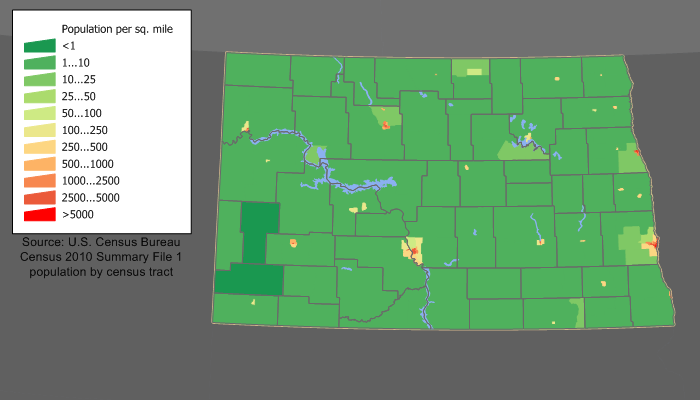
Bevölkerungsdichte North Dakotas 2000

North Dakota liegt bevölkerungsmäßig auf Platz 48 von 50 Staaten. Nur Vermont und Wyoming haben weniger Einwohner. Bei der Bevölkerungsdichte liegt North Dakota mit 4,25 Einw./km² an viertletzter Stelle vor Alaska, Wyoming und Montana.
Menschen mit deutschen Vorfahren sind überall im Staat verbreitet, besonders aber im Süden und in der Mitte. Im Jahr 2000 hatten 44 % der Einwohner deutsche Wurzeln. Die deutsche Sprache wird noch von 2,3 % der Einwohner benutzt. Skandinavier sind ebenfalls überall präsent. In einigen Countys gibt es große indianische Gemeinden (hauptsächlich in Reservaten). North Dakota weist den prozentual höchsten Anteil einer russlanddeutschen Bevölkerung aller US-Staaten auf. Ca. 20 % aller Einwohner dieses Staates können ihre Wurzeln hierauf zurückführen. Der Süden (Bsp. McIntosh County, LaMoure County, sowie Emmons County) wurde fast ausschließlich von diesen besiedelt. Ortschaften wie Kulm oder Strasburg weisen auf die Ursprungsiedlungen der Gründer in Südrussland, hauptsächlich aus Bessarabien hin.
6,9 % der Bevölkerung sind unter 5 Jahre, 22,8 % sind unter 18 und 14,2 % sind 65 oder älter. Der Anteil der Frauen an der Gesamtbevölkerung liegt bei etwa 48,7 %.

### Einwohnerentwicklung
Im Jahr 2005 lag die fortgeschriebene Einwohnerzahl bei 636.677, was einen Anstieg von 369 Einwohnern oder 0,1 % gegenüber dem Vorjahr und einen Rückgang von 5.527 Einwohnern oder 0,9 % gegenüber 2000 entspricht. Das natürliche Wachstum gegenüber der Volkszählung im Jahr 2000 lag bei 10.283 Personen (40.890 Lebendgeborene, 30.607 Gestorbene). Das Zuwanderungsdefizit lag bei 14.881 Personen, wobei 3.687 von außerhalb der USA zuzogen und 18.568 in das Inland abwanderten.
Seit den 1980er Jahren erlebte North Dakota durch Abwanderung einen konstanten Bevölkerungsrückgang. Gerade jüngere Menschen mit Hochschulabschluss verließen den Staat. Zu den Aspekten des Problems zählt der Mangel an Stellen für Hochschulabsolventen. Die Entwicklung von wirtschaftlichen Ausbauprogrammen, um qualitativ hochwertige Stellen und Stellen im Hightech-Bereich anbieten zu können, wurde vorgeschlagen, jedoch steht der Nutzen solcher Programme zur Debatte.
Der Trend änderte sich jedoch mit dem Energieboom durch die Erschließung vorher unzugänglicher Vorkommen von Erdöl und Erdgas durch Fracking. Seit der Jahrtausendwende und verstärkt nach 2010 fand ein wirtschaftlicher Aufschwung des Staates statt, der eine große Zahl Arbeitnehmer in die Fördergebiete zog.

### Sprachen

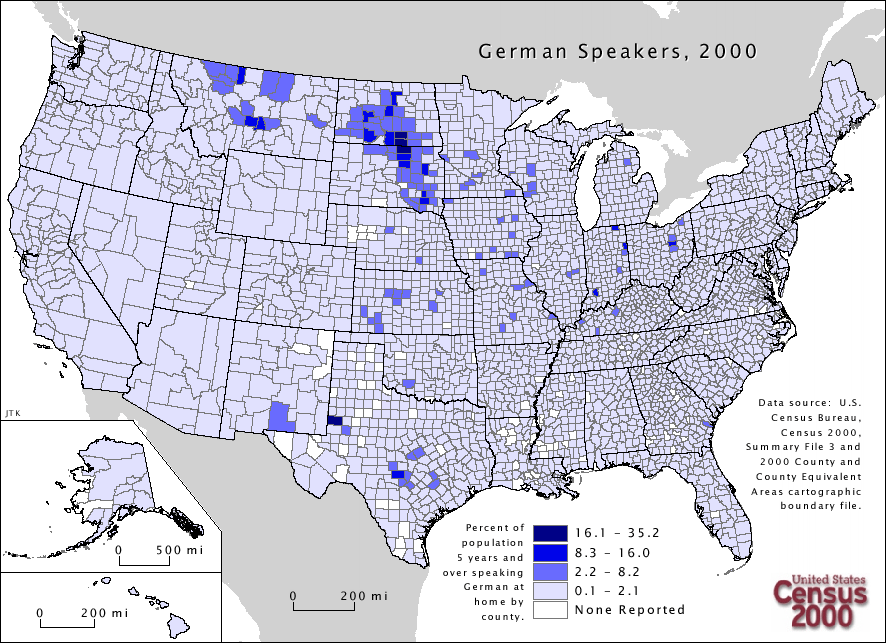
Deutsche Sprache in den USA

Englisch ist für mehr als 95 % der Einwohner Muttersprache.
North Dakota hat einen bedeutenden Anteil deutschsprachiger Personen. Im Jahr 2000 wurde von 14.931 Personen im Haushalt Deutsch gesprochen, was etwa 2 % der Bevölkerung entspricht. In den dünn besiedelten Counties Logan und McIntosh sind sogar über 16 % deutschsprachig.
Des Weiteren gibt es Sprecher des Spanischen, Norwegischen und indigener Sprachen.

### Religionen
Die Mehrheit der Bevölkerung besteht aus Christen. North Dakota hat unter allen Bundesstaaten den geringsten Anteil von Konfessionslosen (u. a. Atheisten) und gleichzeitig die größte Kirchendichte pro Einwohner.
- Christen: 86 %
  - Protestanten: 52 %
    - Lutheraner: 35 % (v. a. Evangelisch-Lutherische Kirche in Amerika mit 174.554 Mitgliedern)[8]
    - Methodisten: 7 %
    - Baptisten: 6 %
    - Pfingstbewegung: 3 %
    - Zeugen Jehovas: 1 %

  - Katholiken: 30 %
  - Mormonen: 1 %
  - Andere Christen: 2 %
- Buddhisten: 1 %
- Andere: 1 %
- Konfessionslos: 3 %
- Ohne Antwort: 6 %

### Größte Städte
| Ort         |             |  |         | Einwohner |
| Fargo       | Fargo       |  | 125.990 | 125.990   |
| Bismarck    | Bismarck    |  | 73.622  | 73.622    |
| Grand Forks | Grand Forks |  | 59.166  | 59.166    |
| Minot       | Minot       |  | 48.377  | 48.377    |
| West Fargo  | West Fargo  |  | 38.626  | 38.626    |
| Williston   | Williston   |  | 29.160  | 29.160    |
| Dickinson   | Dickinson   |  | 25.679  | 25.679    |
| Mandan      | Mandan      |  | 24.206  | 24.206    |
| Jamestown   | Jamestown   |  | 15.849  | 15.849    |
| Census 2020 |             |  |         |           |

Die Bevölkerungsentwicklung in diesen Städten steht im Gegensatz zu der auf dem Land. Die meisten größeren Städte wuchsen, bedingt durch Landflucht, im Zeitraum von 1990 bis 2000.

## Geschichte

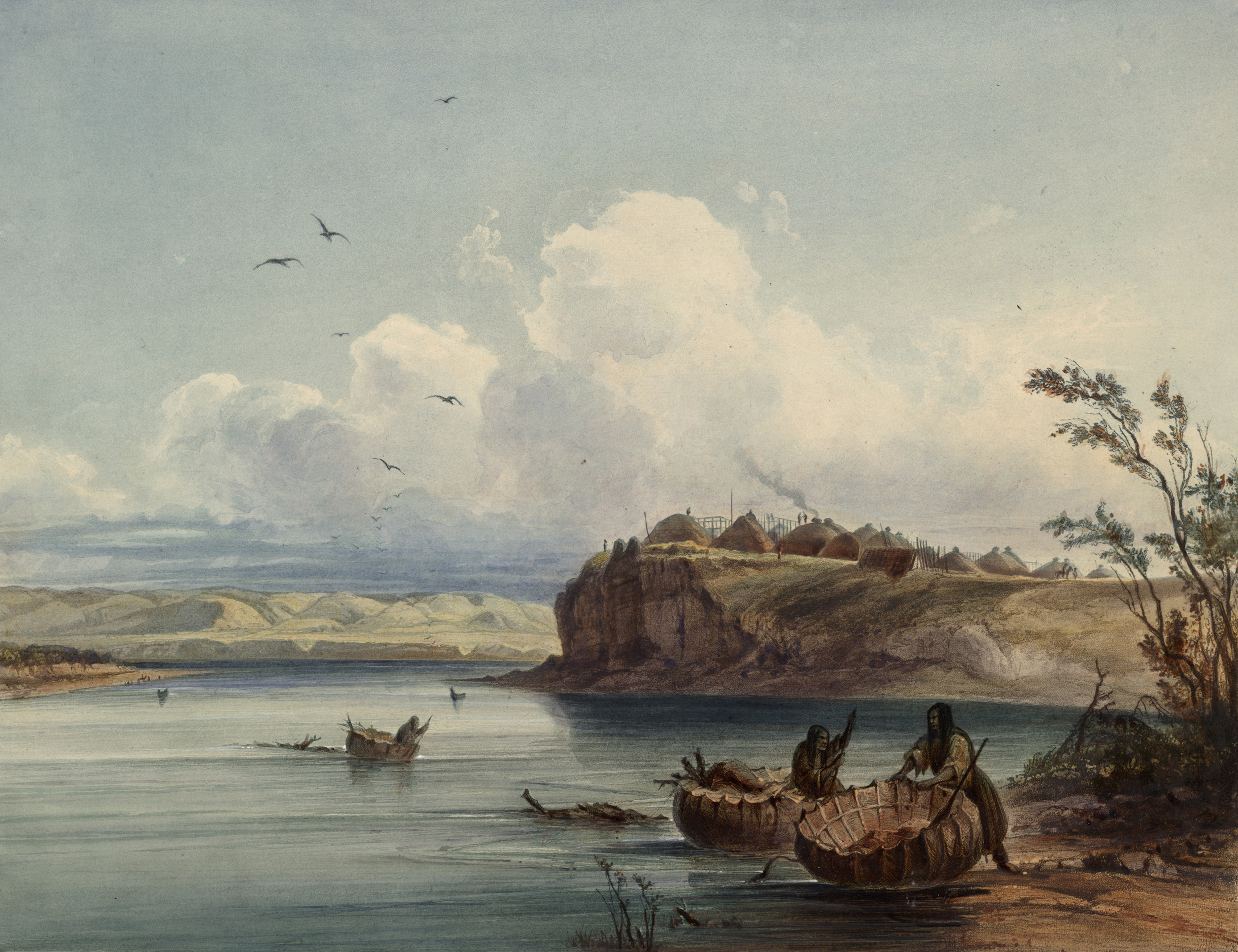
Mandan-Dorf, Gemälde von Karl Bodmer

Seit mindestens 2000 v. Chr. leben Menschen als Jäger und Sammler und sesshafte Bauern in North Dakota. Bei der Ankunft der ersten Europäer in der Region lebten dort mehrere unterschiedliche Gruppen nordamerikanischer Indigene. Die Dakota/Sioux, die Assiniboine und die Cheyenne waren Nomaden und jagten vor allem Bisonherden. Diese Lebensweise wurde erst möglich, als im 18. Jahrhundert Reitpferde zur Verfügung standen. Um 1800 zogen auch einige Chippewa-Gruppen in das Red-River-Tal im Osten South Dakotas. Andere uramerikanische Gruppen wie die Mandan, die Hidatsa, und die Arikara lebten vor allem von Landwirtschaft und Handel und jagten nur gelegentlich. Ihre befestigten Siedlungen am Missouri River entwickelten sich im 18. und 19. Jahrhundert zu Zentren des Pelzhandels. 

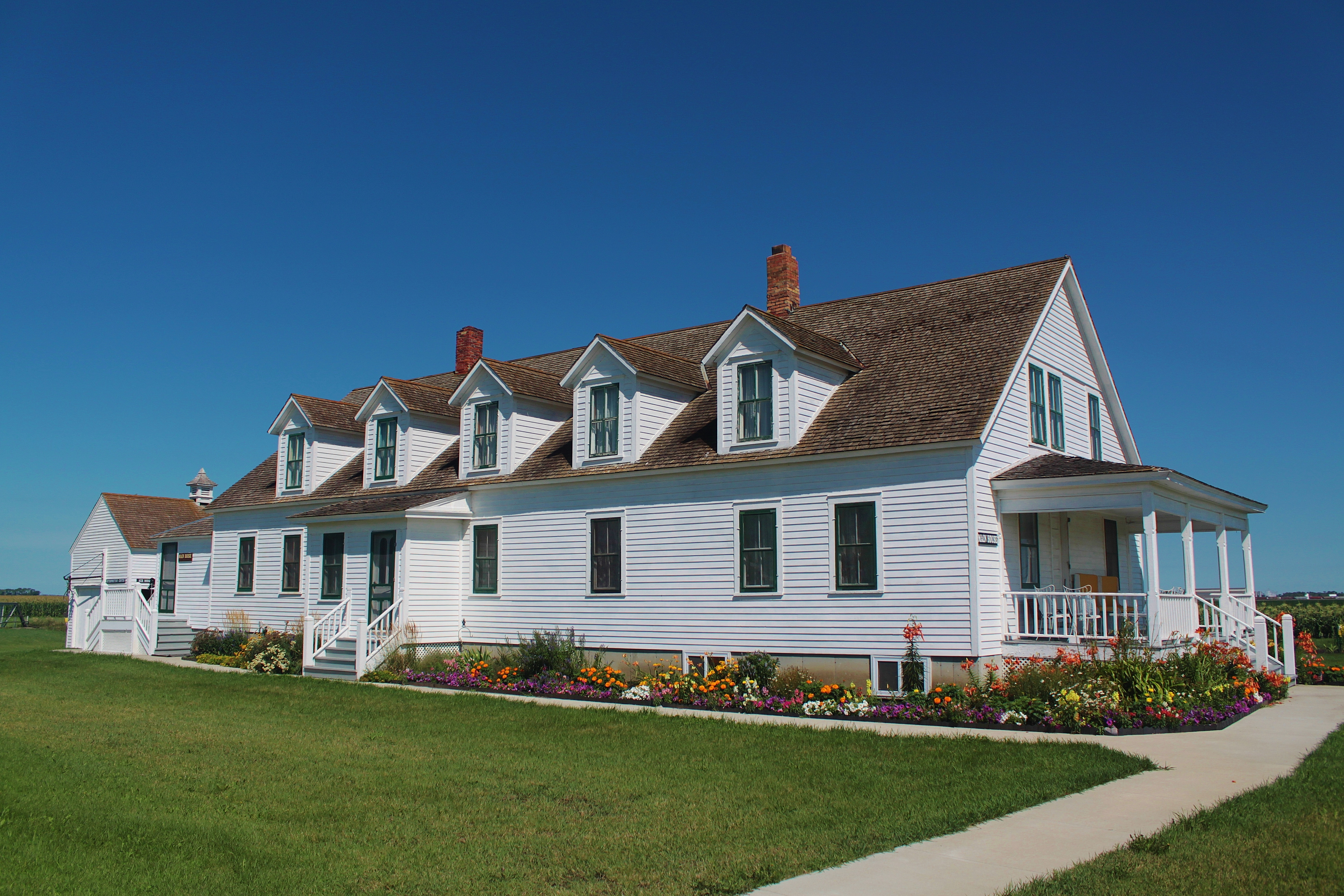
Die Frederick A. and Sophia Bagg Bonanza Farm ist eine von sieben National Historic Landmarks in North Dakota

Der erste Europäer, der das Gebiet erreichte, war der französische Kanadier La Vérendrye, der um 1738 eine Expedition zu den Dörfern der Mandan anführte. Der Handel zwischen den Stämmen war so arrangiert, dass die Stämme North Dakotas nur selten direkt mit den Europäern Handel trieben. Trotzdem unterhielten die Stämme zum Zeitpunkt der Lewis-und-Clark-Expedition über den Pelzhandel einen ausreichenden Kontakt mit den Europäern, um sich der französischen und spanischen Ansprüche auf ihr Gebiet bewusst zu sein. 1837/38 brach in den Dörfern am Missouri River eine Pockenepidemie aus, der etwa 90 % der Ureinwohner erlagen.
Bis zum Ende des 19. Jahrhunderts, als rasch Eisenbahnen gebaut wurden und das Land in großem Umfang verkauft wurde, war das Dakota-Territorium nur spärlich besiedelt. Den Weg zum Bundesstaat machte für North und South Dakota sowie für Montana und Washington ein Gesetz vom 22. Februar 1889 unter der Präsidentschaft von Grover Cleveland frei. Mit der Unterschrift seines Nachfolgers Benjamin Harrison erfolgte am 2. November 1889 die Aufnahme. Die Streitigkeit zwischen den beiden neuen Staaten, wer von ihnen zuerst aufgenommen werden sollte, stellte ein Problem dar. So wies Harrison seinen Außenminister James G. Blaine an, die Papiere zu mischen und dadurch die Reihenfolge der Unterschriften zu kaschieren. Da jedoch „North Dakota“ im Alphabet vor „South Dakota“ steht, wurde North Dakota zuerst im Gesetzesblatt aufgenommen und dadurch vor South Dakota der 39. Bundesstaat.
Die Territoriumsregierungen wie auch die ersten Staatsregierungen galten als sehr korrupt. Im frühen 20. Jahrhundert führte der starke Einfluss der Nonpartisan League zu sozialen Reformen. Die Weltwirtschaftskrise traf North Dakota sehr hart und wurde durch die Farmkrise der 1920er Jahre verstärkt. Das ursprüngliche Capitol von North Dakota brannte in den 1930er Jahren ab. Ein Art-Déco-„Wolkenkratzer“ mit Kalksteinfassade, der heute noch steht, ersetzte es.
In den 1950er Jahren erfolgten durch die Bundesregierung mehrere große Bauvorhaben in North Dakota. Dazu zählten der Garrison Dam und Luftwaffenbasen bei Minot und Grand Forks. Als die Ölpreise emporschnellten und die Förderung profitabel wurde, begann in den 1980er Jahren im Williston-Becken ein Ölboom. Dadurch wuchs die Bevölkerung auf ihren höchsten Stand von fast 700.000 Einwohnern. Heute liegt die Bevölkerung bei etwa 640.000; dies entspricht dem Stand der 1920er Jahre.
Sieben Stätten im Bundesstaat haben aufgrund ihrer geschichtlichen Bedeutung den Status einer National Historic Landmark.

## Verfassung, Politik
Grundlage des Staatsrechts ist die Constitution of North Dakota. Änderungen der Verfassung unterliegen einer Volksabstimmung. 1914 wurde das Instrument der Verfassungsinitiative eingeführt, sodass Verfassungsänderungen auch auf dem Wege der Volksinitiative eingebracht werden können.

### Legislative

Wahlkreiseinteilung von North Dakota

Die Gesetzgebung liegt beim Parlament, der North Dakota Legislative Assembly, das aus zwei Kammern besteht: dem Senat und dem Repräsentantenhaus. Der Staat ist in 47 Wahlkreise (legislative districts) aufgeteilt, von denen jeder jeweils einen Senator und zwei Abgeordnete des Repräsentantenhauses wählt. Die Senatoren werden alle vier Jahre und die Mitglieder des Repräsentantenhauses jeweils alle zwei Jahre neu gewählt.

### Exekutive
Die ausführende Gewalt liegt beim Gouverneur (governor), der alle vier Jahre vom Volk gewählt wird. Dieser ernennt und entlässt die Minister.
- Liste der Gouverneure von North Dakota
- Liste der Vizegouverneure von North Dakota

### Judikative
Auf der untersten Gerichtsebene gibt es Gemeinde- und Distriktsgerichte, denen der North Dakota Court of Appeals übergeordnet ist. Oberstes Gericht des Staates ist der North Dakota Supreme Court.

### Verwaltungsgliederung
North Dakota ist in 53 Counties gegliedert. Überdies bestehen fünf autonome Indianerreservate.
- Liste der Countys in North Dakota

### Bundesebene
North Dakota ist wie sein südlicher Nachbar und das westlich gelegene Montana ein konservativ geprägter Staat, der jedoch auf Hilfen des Gesetzgebers für die Landwirtschaft angewiesen ist. Diese Konstellation führt zu einer Bevorzugung von Republikanern, so zuletzt Donald Trump, für das Präsidentenamt. Insgesamt gewannen die Republikaner in jeder Präsidentschaftswahl seit 1968. Dem stand in den letzten Jahren jedoch oftmals eine aufgeschlossene Haltung zu den demokratischen Kandidaten für den Kongress gegenüber. US-Senatoren für North Dakota sind der Republikaner John Hoeven und der Republikaner Kevin Cramer, der die Wahl im November 2018 gegen die demokratische Amtsinhaberin Heidi Heitkamp gewann; im Repräsentantenhaus wird der Staat vom Republikaner Kelly Armstrong vertreten.
| Jahr | Republikaner    | Demokraten      |
| ---- | --------------- | --------------- |
| 2024 | 66,96 % 246.505 | 30,51 % 112.327 |
| 2020 | 65,11 % 235.595 | 31,76 % 114.902 |
| 2016 | 62,96 % 216.794 | 27,23 % 093.758 |
| 2012 | 58,32 % 188.163 | 38,69 % 124.827 |
| 2008 | 53,15 % 168.887 | 44,50 % 141.403 |
| 2004 | 62,86 % 196.651 | 35,50 % 111.052 |
| 2000 | 60,66 % 174.852 | 33,05 % 095.284 |
| 1996 | 46,94 % 125.050 | 40,13 % 106.905 |
| 1992 | 44,22 % 136.244 | 32,18 % 099.168 |
| 1988 | 56,03 % 166.559 | 42,97 % 127.739 |
| 1984 | 64,84 % 200.336 | 33,80 % 104.429 |
| 1980 | 64,23 % 193.695 | 26,26 % 079.189 |
| 1976 | 51,66 % 153.470 | 45,80 % 136.078 |
| 1972 | 62,07 % 174.109 | 35,79 % 100.384 |
| 1968 | 55,94 % 138.669 | 38,23 % 094.769 |
| 1964 | 41,88 % 108.207 | 57,97 % 149.784 |
| 1960 | 55,42 % 154.310 | 44,52 % 123.963 |

#### Kongresswahlen
- Liste der Mitglieder des US-Repräsentantenhauses aus North Dakota
- Liste der US-Senatoren aus North Dakota

## Bildung
Die bedeutendsten Universitäten von North Dakota sind die University of North Dakota (UND) in Grand Forks und die North Dakota State University (NDSU) in Fargo. Neben mehreren öffentlichen und privaten Universitäten und Colleges gibt es auch fünf Colleges, die sich besonders der Bildung der Ureinwohner widmen.

## Militär
Im Norden des Staates sind 150 nukleare Interkontinentalraketen des Typs Minuteman der 91st Missile Wing der US Air Force stationiert, die sich in ständiger Einsatzbereitschaft befinden. Hauptquartier ist die Minot Air Force Base.

## Kultur und Sehenswürdigkeiten

### Museen
- Bonanzaville, USA, West Fargo
- Dakota Dinosaur Museum, Dickinson
- North Dakota Heritage Center, Bismarck
- Fargo Air Museum, Fargo
- North Dakota Museum of Art, Grand Forks
- Plains Art Museum, Fargo
- Roger Maris Museum, Fargo
- North Dakota Lewis & Clark Interpretive Center, Washburn
- Knife River Indian Villages National Historic Site, Stanton

### Parks
Im Norden von North Dakota befindet sich der auf kanadisches Gebiet übergehende „International Peace Garden“. Dieser Landschaftsgarten gab dem Staat seinen Beinamen Peace Garden State.

#### Nationalparks
| Nationalpark                                                                                           | Lage                                                            | Ansicht |
| --- | --------------------------------------------------------------- | ------- |
| Theodore-Roosevelt-Nationalpark - North Dakota - 476,783 Besucher (2003) - gegründet 10. November 1978 | Theodore-Roosevelt-Nationalpark · Karte der Vereinigten Staaten |         |

#### State Parks
In North Dakota gibt es 18 State Parks, die vom North Dakota Parks & Recreation Department verwaltet werden.

## Wirtschaft und Infrastruktur

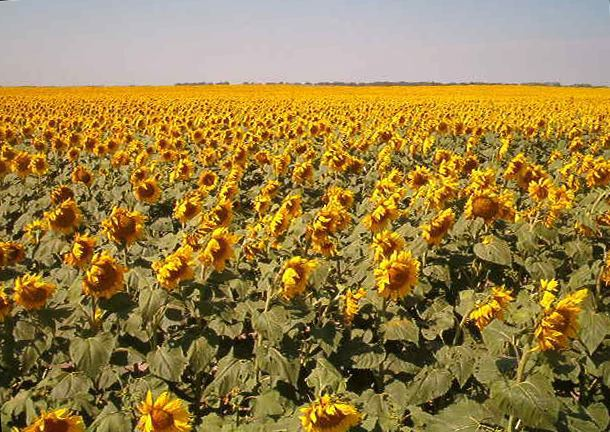
Sonnenblumenfelder in Traill County

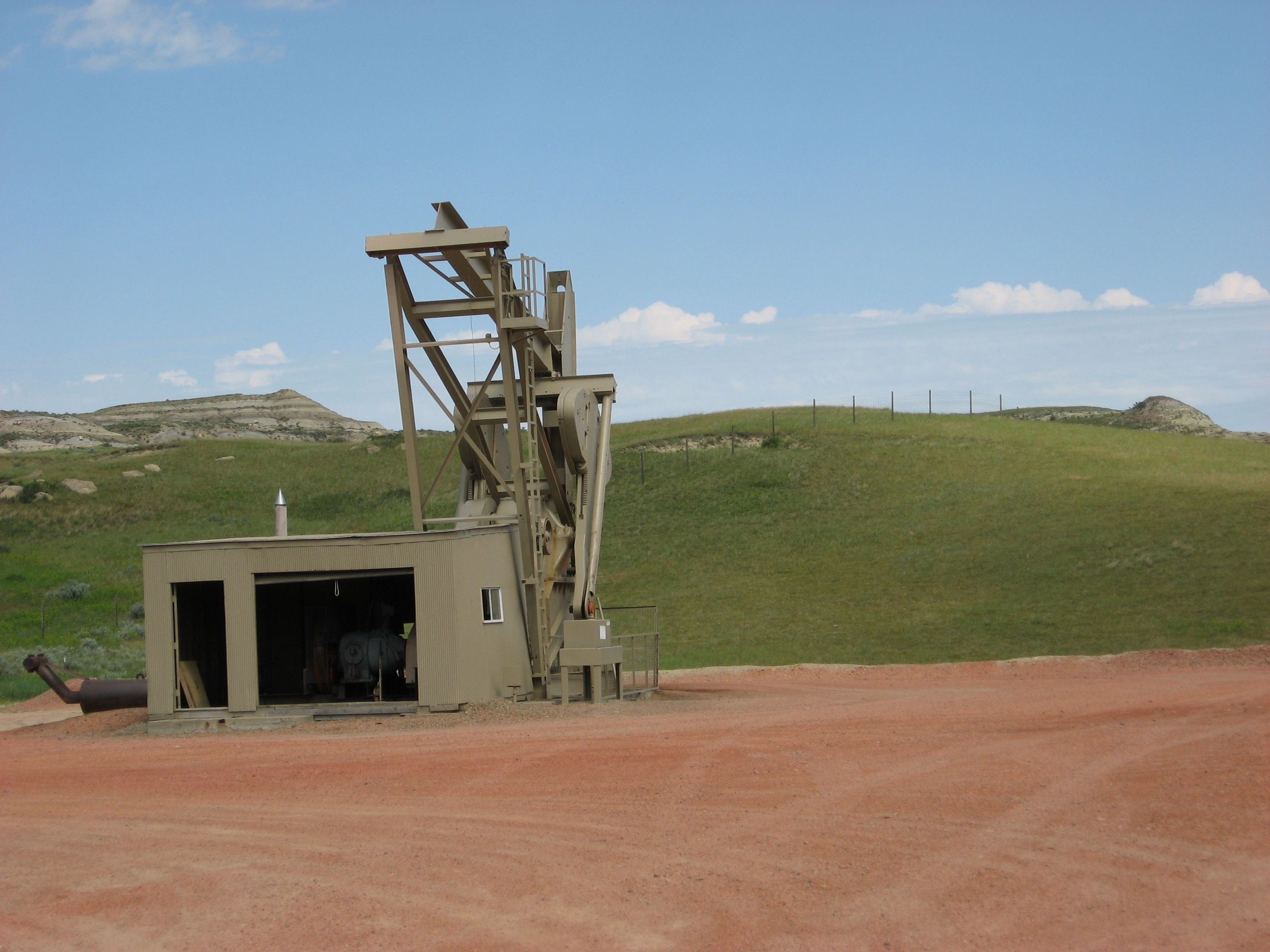
Ölförderung im westlichen North Dakota

Das reale Bruttoinlandsprodukt pro Kopf (engl. per capita real GDP) lag im Jahre 2016 bei 68.723 USD (nationaler Durchschnitt der 50 US-Bundesstaaten: 57.118 USD; nationaler Rangplatz: 5). Obwohl weniger als 10 % der Bevölkerung in der Landwirtschaft beschäftigt sind, spielt diese weiter eine bedeutende Rolle. Wichtige Erzeugnisse sind Getreide, Kartoffeln und Flachs. North Dakota ist der größte Produzent von Gerste, Sonnenblumenkernen, Weizen und Hartweizen in den Vereinigten Staaten. Die Rinderhaltung und Truthahn-Zucht ist von Bedeutung.
Die Arbeitslosenquote betrug im März 2020 2,2 % (US-Durchschnitt: 4,4 %). North Dakota hatte damit die niedrigste Arbeitslosenquote unter allen Bundesstaaten des Landes.

### Rohstoffe
Die Erdöl- und Erdgasförderung gewinnt an Bedeutung, seit 1951 Ölvorkommen bei Tioga entdeckt wurden, während der Abbau von Braunkohle abnimmt. Der technische Fortschritt und der gestiegene Ölpreis haben zu einem „Ölboom“ in der Region geführt, welche über große Vorkommen an Tight Oil („Fracking-Öl“) verfügt. Diese werden nun zunehmend ausgebeutet, zurzeit in der Bakken-Formation. Im März 2012 wurden in North Dakota 17,9 Millionen Barrel Rohöl gefördert, damit überholte North Dakota erstmals Alaska (17,5 Mio. Barrels) und war hinter Texas der zweitgrößte Ölproduzent in den USA. Im Oktober 2012 wurden bereits 23,2 Millionen Barrel gefördert, mehr als 11 % der gesamten US-Förderung von 206,7 Millionen Barrel im Oktober 2012.
North Dakota verfügt über ein großes Potenzial zur Erzeugung von Windstrom in den Great Plains, welches seit 2008 zunehmend genutzt wird. Vor 2008 wurde kaum nennenswert Windstrom erzeugt, bis 2010 stieg die Windstromerzeugung jedoch auf 5.236 Mio. kWh stark an, was knapp über 4 Prozent der gesamten US-Windenergieerzeugung entspricht.

### Verkehr

#### Straßen
Die wichtigsten Ost-West-Routen sind der US 2 und die Interstate 94. Die Staatsstraßen 5 und 200 sind ebenfalls bedeutsame Ost-West-Routen. Die wichtigsten Nord-Süd-Fernverkehrsstraßen sind die Interstate 29, der US 81, der US 281, der US 83, und der US 85.
Der US 52 verläuft von Nordwesten nach Südosten von Portal nach Jamestown und dann zusammen mit dem I-94 nach Fargo. Der US 12 führt durch den äußersten Südwesten des Bundesstaates und kreuzt in Bowman den US 85 nach Denver und El Paso (Texas).

#### Eisenbahn
Die BNSF Railway und die Canadian Pacific Railway (CP) unterhalten das ausgedehnteste Streckennetz in North Dakota. Regionale Gesellschaften sind die Dakota, Missouri Valley and Western Railroad (DMVW) und die Red River Valley and Western Railroad (RRVW), die zumeist auf gepachteten Nebenlinien der BNSF und der CP, die stillgelegt werden sollten, operieren.
Zu den Bahngesellschaften, die in North Dakota operieren, zählen neben den genannten auch zwei weitere:
1. Dakota Northern Railroad (DN)
2. Northern Plains Railroad (NPR)

Ehemalige Bahngesellschaften auf dem Gebiet des Staates waren:
- Burlington Northern Railroad (BN)
- Chicago and North Western Railway (CNW)
- Great Northern Railway (GN)
- Milwaukee Road (MILW)
- Midland Continental Railroad
- Northern Pacific Railway (NP)
- Soo Line (SOO)

#### Luftverkehr
North Dakota besitzt 90 öffentliche Flughäfen. Vom Linienverkehr angeflogen werden Bismarck, Devils Lake, Dickinson, Fargo, Grand Forks, Jamestown, Minot und Williston.

### Sonstige Infrastruktur
In Fargo befindet sich der KVLY-TV-Mast, ein Fernsehsendemast mit einer Höhe von 628,8 Meter und somit das fünfthöchste Bauwerk der Erde (Stand 2023).